# Robert McCall
Robert McCall, detto Rob (Halifax, 14 settembre 1958 – Ottawa, 15 novembre 1991), è stato un danzatore su ghiaccio canadese.
Insieme a Tracy Wilson ha vinto una medaglia di bronzo ai Giochi olimpici nel 1988 e tre medaglie di bronzo al Campionato del mondo fra il 1986 e il 1988. I pattinatori hanno vinto sette volte il Campionato nazionale canadese. In precedenza McCall aveva pattinato con Marie Mcneil, insieme alla quale aveva vinto un oro (1981), un argento (1980) e due bronzi (1978 e 1978) al Campionato canadese e un bronzo al Campionato del mondo junior.

## Biografia
Dopo il ritiro dall'agonismo Wilson/McCall hanno vinto il Campionato del mondo professionisti nel 1989 e hanno partecipato ai tour di Stars on Ice.
McCall è morto di AIDS nel 1991.

## Palmarès
(con Tracy Wilson)
| Evento                               | 1981–82                  | 1982–83                  | 1983–84                  | 1984–85                  | 1985–86                  | 1986–87                  | 1987–88                  | 1988–89                  | 1989–90                  | 1990–91                  |
| Carriera dilettantistica             | Carriera dilettantistica | Carriera dilettantistica | Carriera dilettantistica | Carriera dilettantistica | Carriera dilettantistica | Carriera dilettantistica | Carriera dilettantistica | Carriera dilettantistica | Carriera dilettantistica | Carriera dilettantistica |
| ------------------------------------ | ------------------------ | ------------------------ | ------------------------ | ------------------------ | ------------------------ | ------------------------ | ------------------------ | ------------------------ | ------------------------ | ------------------------ |
| Giochi olimpici invernali            |                          |                          | 8°                       |                          |                          |                          | 3°                       |                          |                          |                          |
| Campionati mondiali                  | 10°                      | 6°                       | 6°                       | 4°                       | 3°                       | 3°                       | 3°                       |                          |                          |                          |
| Skate Canada                         |                          | 2°                       | 1°                       |                          |                          |                          | 1°                       |                          |                          |                          |
| Novarat Trophy                       |                          |                          |                          |                          |                          | 1°                       |                          |                          |                          |                          |
| Prague Skate                         | 4°                       |                          |                          |                          |                          |                          |                          |                          |                          |                          |
| St. Ivel International               |                          | 4°                       |                          | 1°                       |                          |                          |                          |                          |                          |                          |
| Campionati canadesi                  | 1°                       | 1°                       | 1°                       | 1°                       | 1°                       | 1°                       | 1°                       |                          |                          |                          |
| Carriera professionistica            |                          |                          |                          |                          |                          |                          |                          |                          |                          |                          |
| Campionati mondiali professionistici |                          |                          |                          |                          |                          |                          |                          | 2°                       | 1°                       | ?                        |
| Challenge of Champions               |                          |                          |                          |                          |                          |                          |                          |                          | 3°                       |                          |

(con Marie McNeil)
| Evento              | 1976-77 | 1977-78 | 1978-79 | 1979-80 | 1980-81 |
| ------------------- | ------- | ------- | ------- | ------- | ------- |
| Campionati mondiali |         |         |         | 13°     | 13°     |
| Campionati canadesi |         | 3°      | 3°      | 2°      | 1°      |
| Skate Canada        |         | 8°      | 8°      |         | 3°      |
| Campionati mondiali | 3°      |         |         |         |         |